# Cecil Victor Boley Marquand
Cecil Victor Boley Marquand (1897 - 1943) fue un destacado botánico inglés. Su padre, Ernest David Marquand (1848-1918), escribió Flora of Guernsey and lesser Channel Islands, en 1901. Cuando se unió al MEC en 1918, estaba viviendo en The Willows, Totnes, Devon; para luego trasladarse a Glyn, Llanfarian, Cardiganshire en 1920. Entre 1919 y 1923, Cecil fue asistente en la Estación galesa de Fitomejoramiento en Aberystwyth, donde trabajó en la sección Avena, y luego se mudó al Real Jardín Botánico de Kew, trabajando como asistente en el herbario, desde 1923 a 1939.
Durante la Primera Guerra Mundial, se desempeñó en el Cuerpo de Ametralladoras, y realizó una comisión en el Real Cuerpo de Tanques, de donde fue herido y quedó inválido.
En 1922, fue elegido miembro de la Sociedad Linneana de Londres
Escribió numerosos artículos sobre la flora del este de Asia. Su interés privado eran las briofitas, que estudió en los Alpes y las tierras altas de Gran Bretaña durante sus vacaciones.
En 1939, debido a su débil salud, se retiró tempranamente de Kew.

## Fallecimiento
Luego de su retiro, Marquand se mudó a la isla de Skye, en la costa oeste de Escocia. Se ahogó el 1 de julio de 1943; embarcado en un bote, durante una expedición exploratoria en busca de algas raras.
Sus especímenes se hallan en los jardines de Kew, y en los Museos de Edinburgo, y de Merseyside.

## Algunas publicaciones
- 1921. Avena strigosa Schreb
- 1922. The bryophyta of arctic-alpine associations in Wales. 8 pp.
- 1924. Revision of the genus Cyananthus
- 1931. A Bryological holiday in the Eastern Alps
- 1932. The Cultivated Gentians of China and the Himalaya. Ed. Royal Horticultural Soc. 	29 pp.

### Libros
- 1932. The cultivated gentians of China and the Himalaya. Ed. Royal Horticultural Society. 29 pp.

- La abreviatura «C.Marquand» se emplea para indicar a Cecil Victor Boley Marquand como autoridad en la descripción y clasificación científica de los vegetales.[5]